# Galerie města Bratislavy
Galerie města Bratislavy (slovensky: Galéria mesta Bratislavy), často užívající zkratku GMB, je slovenská galerie umění v hlavním městě Bratislava, které je také jejím zřizovatelem. Jde o druhou největší galerii na Slovensku. Sídlí ve dvou historických budovách, Mirbachově paláci (Františkánske námestie 11) a Pálffyho paláci (Panská 19). Obě budovy jsou národními kulturními památkami. Založena byla roku 1961, sbírky pocházejí ovšem již z 19. století, z Městského muzea založeného roku 1868, jemuž odkázal svou soukromou sbírku mj. baron Emil Mirbach, spolu se svým palácem. Galerie spravuje více než 35 tisíc sbírkových předmětů, které dokumentují vývoj slovenského výtvarného umění od gotiky až po současnost. Ve sbírkách jsou ale i některá neslovenská díla, především rakouských a maďarských umělců (Franz Anton Maulpertsch, Paul Troger, Franz Xaver Messerschmidt, Ján Fadrusz). Galerie disponuje mnoha díly bratislavského sochaře Viktora Oskara Tilgnera, který Městskému muzeu kdysi odkázal celou svou pozůstalost. Nejstarším sbírkovým předmětem je Vajnorská madona, dřevěná soška z přelomu 13. a 14. století, nalezená v roce 1941 v Kostele Panny Marie Sedmibolestné ve Vajnorech.